# 阿斯菲克西亞山
56°18′S 27°34′W / 56.300°S 27.567°W
阿斯菲克西亞山（英語：Mount Asphyxia），是南極洲的山峰，位於南桑威奇群島的扎沃多夫斯基島，海拔高度550米，阿根廷水文地圖把該山峰命名為庫里山，由英國海外領土管轄。